# وحشية الشرطة

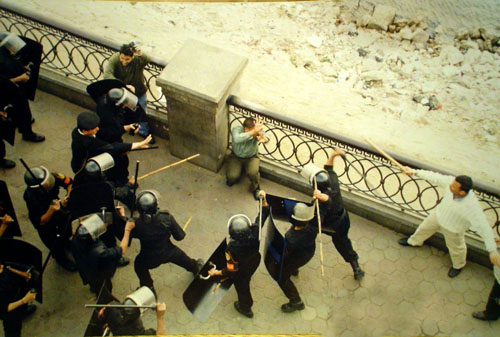
عنف قوات الأمن في مصر، صورة من 2005

عنف الشرطة أو وحشية الشرطة، يميز أعمال العنف التي اتخذتها الشرطة تجاه الآخرين. نتحدث عن بقعة الشرطة في الحالات الأكثر خطورة، ولا سيما في الحالات التي تؤدي إلى وفاة الأشخاص المعتدى عليهم. هذا المصطلح الأخير ومع ذلك يتم استخدام المصطلح الأخير عادة عندما يتم عنف الشرطة برعاية من قبل الحكومة. عندما نتحدث عن عنف الشرطة، يمكن أن نتحدث عن انتهاكات الشرطة مثل الاستخدام المفرط للأسلحة أو الاستفادة من موقف التفوق. وتجدر الإشارة إلى العنف الجنسي نتيجة للضوابط (المومسات) أو كجزء من إجراءات وقائية (خزان في حالة سكر لسلامة الإنسان).

## تعريف
مصطلح «عنف الشرطة» يعني اقتراف خطأ مهني من قبل الشرطة في ممارسة أعمال العنف تجاه الآخرين. التعريف بالتدقيق، يُعطي تفتح إلى تفسيرعا.
في الواقع، في معظم البلدان مع الشرطة، يخول القانون لاستخدام القوة في حالات معينة (الاعتقالات والهروب والجرائم الصارخة، وما إلى ذلك). وبالتالي فإنه من الشائع أن نميز بين العنف «الشرعي» تحت اللون القانون، والعنف «غير شرعي»، وهذا هو القول ليس من الضروري أو مبالغ فيها، وبالتالي خارج الإطار القانوني. يمكن أن نعتبر أن بعض استخدامات القوة القانونية هي في الواقع عنف الشرطة أو الدفاع عن الشرعية للحكم أن التأهل لتوصيف استخدام القوة. الحاجز بين ما يشكل الاستخدام الشرعي للعنف، والتي راح الاحتكار هو تعريف أساسي للدولة وفقا لماكس فيبر، وبالتالي له استخدام غير شرعي هو مسألة تضارب في التفسير، بغض النظر عن نظام سياسة يخدم الشرطة.
احتجاج الفهود السود في الولايات المتحدة في 1970 ضد عنف الشرطة تعتبر قانونية من قبل المحاكم مثالا لصراع محتمل حول هذه الفكرة.
العلاقة مع نشاط الشرطة، سواء ظرفية أو سببية، هو أيضا مهم في التعريف العادي لعنف الشرطة: على أعمال العنف التي يرتكبها ضابط شرطة خارج العمل ودون استخدام الأسلحة أو صلاحيات وظيفته لا يعتبر عنف الشرطة.
مفهوم «خطأ الشرطة» أكثر تقييدا لأنه يصر على أن عدم شرعية الإساءة ليست من أجل التسلسل الهرمي ولكن العمل على أرض الواقع؛ مصطلح «عنف الشرطة» حكما مسبقا ما لم يكن هذا عدم وجود أوامر. وبالتالي نحن نتحدث عن «عنف الشرطة» ولكن ليس من «وحشية الشرطة» لوصف أحداث مثل مجزرة 17 أكتوبر 1961، والذي وصفة طبية من محافظ شرطة باريس موريس بابون ورؤسائه لم يفعل ذلك شك.
أحيانا يشير إلى «خطأ عسكري»، كما وقع في الدول التي كانت في حالة حرب.

## أمثلة

### أفريقيا

#### أوغندا
في عهد الرئيس عيدي أمين، قُتل العديد من الأوغنديين، ومن بينهم الأقليات. وتعرض آخرون للتعذيب.

#### جنوب أفريقيا
ذكرت صحيفة الغارديان أن حوادث وحشية الشرطة ارتفعت بنسبة 312% منذ عام 2011 وحتى عام 2012 مقارنة بعام 2001 وحتى 2002، وأدت حالة واحدة فقط من كل 100 حالة إلى الإدانة. كان هناك أيضًا 720 حالة وفاة في حجز الشرطة بسبب إجراءات الشرطة في الفترة منذ عام 2011 وحتى عام 2012.
في عام 2015 ونتيجة لاتهام ضباط الشرطة بجرائم مثل الاغتصاب والتعذيب والقتل، كانت تكلفة ادعاءات الالتزامات المدنية كبيرة لدرجة أنه كان هناك قلق من أن التكاليف ستؤدي إلى إجهاد الميزانية الوطنية لدائرة شرطة جنوب أفريقيا. ألقى مفوض الشرطة في ذلك الوقت، رايا فييغا، باللوم على العدد الكبير من الادعاءات «في جو من الخصومة الشديدة».
انتشرت وحشية الشرطة في جميع أنحاء سويتو. قُتل ناثانيال يوليوس في سويتو على أيدي ضباط شرطة من مركز شرطة إلدورادو. كان صبيًا يبلغ من العمر 16 عامًا مصابًا بمتلازمة داون، وأصيب برصاصة لأنه لم يرد على ضابط الشرطة الذي ناداه. لم يكن هذا الإجراء مبررًا لأن ناثانيال لم يكن لديه أي أسلحة، وكان يمشي من المتجر بعد شراء البسكويت. قبِض على ضابطي شرطة على خلفية وفاة يوليوس بتهمة القتل، بعد احتجاجات حاشدة في المنطقة. عادة ما تُتهم شرطة جنوب أفريقيا باستخدام القوة المفرطة، إذ نُسبت عشر حالات وفاة للشرطة في العام (2020) نفسه.

#### مصر
كانت لوحشية الشرطة مساهمة كبيرة في الثورة المصرية عام 2011 وفي مقتل خالد سعيد، على الرغم من أن القليل لم يتغير منذ ذلك الحين. من (المطالب) التي قرر الناس التظاهر من أجلها في الشوارع المصرية «تطهير وزارة الداخلية» من وحشيتها وتعذيبها. بعد ستة أشهر من الإبلاغ عن اغتصاب جماعي، ما تزال المرأة في مصر تسعى لتحقيق العدالة ليس فقط لنفسها، ولكن أيضًا لمن شهدوا لصالحها وسُجنوا وعُذبوا في الحجز السابق للمحاكمة. أدينت السلطات المصرية لعدم التحقيق في قضية اغتصاب فندق فيرمونت لعام 2014. بحسب ما ورد، خضع الشهود الرئيسيون في القضية لفحوصات تعاطي المخدرات واختبارات العذرية والتشهير العلني، بينما عانت أسرهم من الصدمة.

### آسيا

#### بنغلاديش
في مايو 2017 قُتل رجل يدعى شمم ريجا على يد الشرطة في مركز شرطة سونارغون. ادعى والد الضحية أن ابنه تعرض للتعذيب في مركز الشرطة لأن الشرطة أرادت 600 ألف تاكا بنغلاديشي. حققت الشرطة وأدين الضابط المسؤول أروب توروفار، ومساعد المفتش بالتو غوش، ومشرف الشرطة الإضافي أوتام براشاد في التهم الموجهة إليهم.
في شاباغ، بنغلاديش، وفي 26 يناير 2017 اعتقل ضباط الشرطة مئات المتظاهرين ضد شركة الصداقة البنغلاديشية الهندية للطاقة. ضرب ضباط الشرطة المتظاهرين واستخدموا خراطيم المياه والغاز المسيل للدموع والهراوات.

#### الهند
في 23 يناير 2017 تحولت مظاهرة صامتة مؤيدة للجليكتو في تاميل نادو إلى أعمال عنف. جمعت اللجنة الوطنية لحقوق الإنسان التقارير التي تفيد بأن الشرطة استخدمت أساليب عنيفة دون سابق إنذار، بما في ذلك الضرب، وإلحاق الضرر بالممتلكات الخاصة، لتفريق المتظاهرين في تشيناي. انتشرت تقارير على وسائل التواصل الاجتماعي عن قيام الشرطة بإشعال النار في المركبات. في 15 ديسمبر 2019 واجهت أجهزة الشرطة الطلاب، الذين احتجوا على قانون تعديل المواطنة المثير للجدل في مكتبة جامعة جاميا ميليا، نيودلهي، بالهراوات. يشتهر تعبير لاثي تشارج في الهند ويعني الاستخدام المفرط للقوة من قبل الشرطة أثناء الاحتجاجات الجماهيرية أو أعمال الشغب.

#### إندونيسيا
استهدفت الشرطة المتطرفين الإسلاميين في إندونيسيا بوصفهم إرهابيين في البلاد. يقتلون أو يؤسرون في كثير من الحالات. توجد قضايا فساد في الشرطة تتعلق بحسابات مصرفية مخفية والانتقام من الصحفيين الذين يحققون في هذه الادعاءات، حدث أحد الأمثلة في يونيو 2012 عندما تعرض النشطاء الصحفيون في مجلة تيمبو الإندونيسية للضرب على أيدي الشرطة. بمعزل عن ذلك، في 31 أغسطس 2013 أطلق ضباط الشرطة في مقاطعة سولاويزي الوسطى النار على حشد من الناس أثناء احتجاجهم على مقتل رجل محلي محتجز لدى الشرطة، وقتل خمسة أشخاص وجرح 34. يعود تاريخ عنف الشرطة إلى نظام سوهارتو المدعوم من الجيش (1967-1998) عندما استولى سوهارتو على السلطة خلال انقلاب مزعوم وشرع في حملة تطهير مناهضة للشيوعية.
التحقيقات الجنائية في انتهاكات حقوق الإنسان من قبل الشرطة نادرة، والعقوبات خفيفة، وإندونيسيا ليس لديها هيئة وطنية مستقلة للتعامل بفعالية مع الشكاوى العامة. دعت منظمة العفو الدولية إندونيسيا إلى مراجعة تكتيكات الشرطة أثناء عمليات الاعتقال وحفظ النظام العام للتأكد من أنها تفي بالمعايير الدولية.

#### ماليزيا
خلال احتجاجات برسه، هاجمت الشرطة الماليزية المتظاهرين وقتلت واحدًا. تضرب الشرطة الماليزية السجناء بالعصا لعدة جرائم، بما في ذلك السرقة، وتجارة المخدرات، والتحرش.

#### الفلبين
أعيد إحياء المناقشات حول وحشية الشرطة في الفلبين في 21 ديسمبر 2020 عندما أطلق ضابط شرطة مدني جونيل نويزكا النار على جيرانه غير المسلحين بعد مشاجرة حول ما يُعرف باسم بوغا محليًا وهو صانع ضوضاء مرتجل كان الضحية قد ركبه في اليوم السابق. أثار الحادث غضبًا على مستوى البلاد وربطت معظم المؤسسات الإخبارية الحادث بالحرب على المخدرات. قبل الحادث، أدلى الرئيس الفلبيني رودريغو دوتيرتي بتصريحات بشأن أمره الشرطة بالقتل بالرصاص لكنه «نفى» إطلاق النار على المدنيين.

#### سنغافورة
في سنغافورة، لا يستطيع الناس الاحتجاج. تضرب الشرطة الأشخاص بالعصا بتهمة التخريب المتعمد وجرائم أخرى.

#### الإمارات العربية المتحدة
شهدت الدول الأعضاء في مجلس التعاون الخليجي العديد من حالات الوحشية، حتى أن بعضها تورط فيه شخصيات بارزة. مثلًا: تورط عيسى بن زايد آل نهيان، شيخ من دولة الإمارات العربية المتحدة، في تعذيب العديد من شركاء الأعمال. غالبًا ما سجل بعض الإساءات. قبِض على عيسى في نهاية المطاف لكن المحكمة وجدت أنه غير مذنب وأطلقت سراحه. أفادت منظمة العفو الدولية أن عاملًا إماراتيًا تعرض لمجموعة واسعة من أساليب التعذيب خلال فترة وجوده في السجن، بما في ذلك الضرب والحرمان من النوم. يُعامل السجناء الإماراتيون معاملة سيئة ويتعرضون للتعذيب.

#### السعودية
صوِرت السلطات في المملكة العربية السعودية وهي تجلد المدنيين لأسباب مختلفة.
كان جمال خاشقجي ناشطًا سعوديًا أمريكيًا وأثارت وفاته داخل سفارة سعودية انتقادات واسعة النطاق. في أكتوبر 2018 ذهب إلى السفارة في تركيا. في نفس اليوم، دخلت مجموعة من السلطات السعودية البلاد واعترضته في السفارة وسرعان ما قتلته. تخلصوا من جثته ثم عادوا إلى السعودية.

#### البحرين
في البحرين، يعامل أفراد الشرطة والجيش الشعب بقسوة، وقتلوا العديد من متظاهري الربيع العربي.

#### العراق
خلال حرب الخليج نهب العراقيون الكويت وقتلوا وعذبوا الكثير من الناس. اغتصبوا العديد من الرجال والنساء. في نهاية الحرب تعمدت بعض القوات إحراق حقول النفط الكويتية. قبل ذلك، استخدم صدام حسين الشرطة لاعتقال كل من يعارضه.

#### إيران
تضايق السلطات الإيرانية النساء بصورة روتينية إذا لم يكنّ يرتدين الحجاب أو إذا كن يظهرن الكثير من أجسادهن.
في عام 1979 اقتحمت السلطات السفارة الأمريكية في طهران واحتجزت العديد من العمال كرهائن.